# Walter Momper
Walter Momper (ur. 21 lutego 1945 w Sulingen) – niemiecki polityk, historyk i samorządowiec, działacz Socjaldemokratycznej Partii Niemiec (SPD), ostatni burmistrz Berlina Zachodniego (1989–1990) oraz pierwszy po zjednoczeniu Niemiec burmistrz Berlina (1990–1991).

## Życiorys
W 1964 zdał egzamin maturalny w Bremie. Studiował następnie nauki polityczne, historię i ekonomię na uniwersytetach w Münster, Monachium i Berlinie. Do 1986 pracował jako nauczyciel akademicki na Wolnym Uniwersytecie Berlina, w archiwum Fundacji Pruskiego Dziedzictwa Kulturowego i jako dyrektor zarządzający instytucji badawczej Historische Kommission zu Berlin.
W 1967 dołączył do Socjaldemokratycznej Partii Niemiec. Pełnił różne funkcje w lokalnych strukturach partii i jej organizacji młodzieżowej Jusos. W 1975 po raz pierwszy objął mandat posła do berlińskiej Izby Deputowanych, uzyskując następnie reelekcję w kolejnych wyborach. W latach 1980–1985 był wiceprzewodniczącym frakcji poselskiej SPD, następnie stanął na czele tego gremium. W 1986 został przewodniczącym SPD w Berlinie.
W 1989 socjaldemokraci wraz z ekologami z Alternative Liste przejęli władzę w mieście. W marcu tegoż roku Walter Momper objął urząd burmistrza Berlina Zachodniego. Zarządzał miastem w okresie wydarzeń, które doprowadziły do upadku Muru Berlińskiego i zjednoczenia Niemiec. W październiku 1990 został pierwszym burmistrzem zjednoczonego Berlina. W grudniu tegoż roku socjaldemokraci przegrali kolejne wybory, w styczniu 1991 na stanowisko burmistrza powrócił chadek Eberhard Diepgen. W kadencji 1989–1990 był przewodniczącym Bundesratu.
Zajął się następnie działalnością zawodową na rynku nieruchomości. W 1992 ustąpił z funkcji przewodniczącego partii. W 1995 bez powodzenia ubiegał się o wybór na kandydata SPD na urząd burmistrza, po czym znalazł się poza parlamentem. Powrócił do niego w wyniku wyborów w 1999, kiedy to przewodził liście wyborczej socjaldemokratów. Został wówczas wiceprzewodniczącym Izby Deputowanych. Dwa lata później objął funkcję przewodniczącego berlińskiego parlamentu. Urząd ten sprawował przez dziesięć lat, w 2011 nie ubiegał się o ponowny wybór.

## Odznaczenia
W 1993 odznaczony Krzyżem Komandorskim Orderu Zasługi Rzeczypospolitej Polskiej.